# Ozsdola község
Ozsdola község (románul: Comuna Ojdula) község Kovászna megyében, Romániában. Központja Ozsdola, hozzá tartozik Hilib.

## Népessége
A 2011-es népszámlálás adatai alapján a község népessége 3519 fő volt.